# Virginia Ruano Pascual
Virginia Ruano Pascual (Madrid, 1973. szeptember 21. –) egykori páros világelső, kétszeres olimpiai ezüstérmes, tizenegyszeres Grand Slam-tornagyőztes, visszavonult spanyol teniszezőnő.
1992–2010 közötti profi pályafutása alatt párosban tíz Grand Slam-tornán diadalmaskodott, és egy alkalommal, a 2001-es Roland Garroson vegyes párosban is győzött. Három egyéni és negyvenhárom páros WTA-torna győztese. Legjobb világranglista helyezése egyéniben a 28. volt 1998 áprilisában, párosban több alkalommal is világelső volt, összesen 65 hétig vezette a világranglistát.
A 2004-es athéni és a 2008-as pekingi olimpián női párosban ezüstérmet szerzett Spanyolországnak.

## Grand Slam-győzelmek

### Páros
- Australian Open: 2004
- Roland Garros: 2001, 2002, 2004, 2005, 2008, 2009
- US Open: 2002, 2003, 2004

### Vegyes
- Roland Garros: 2000